# Frederick August Wenderoth

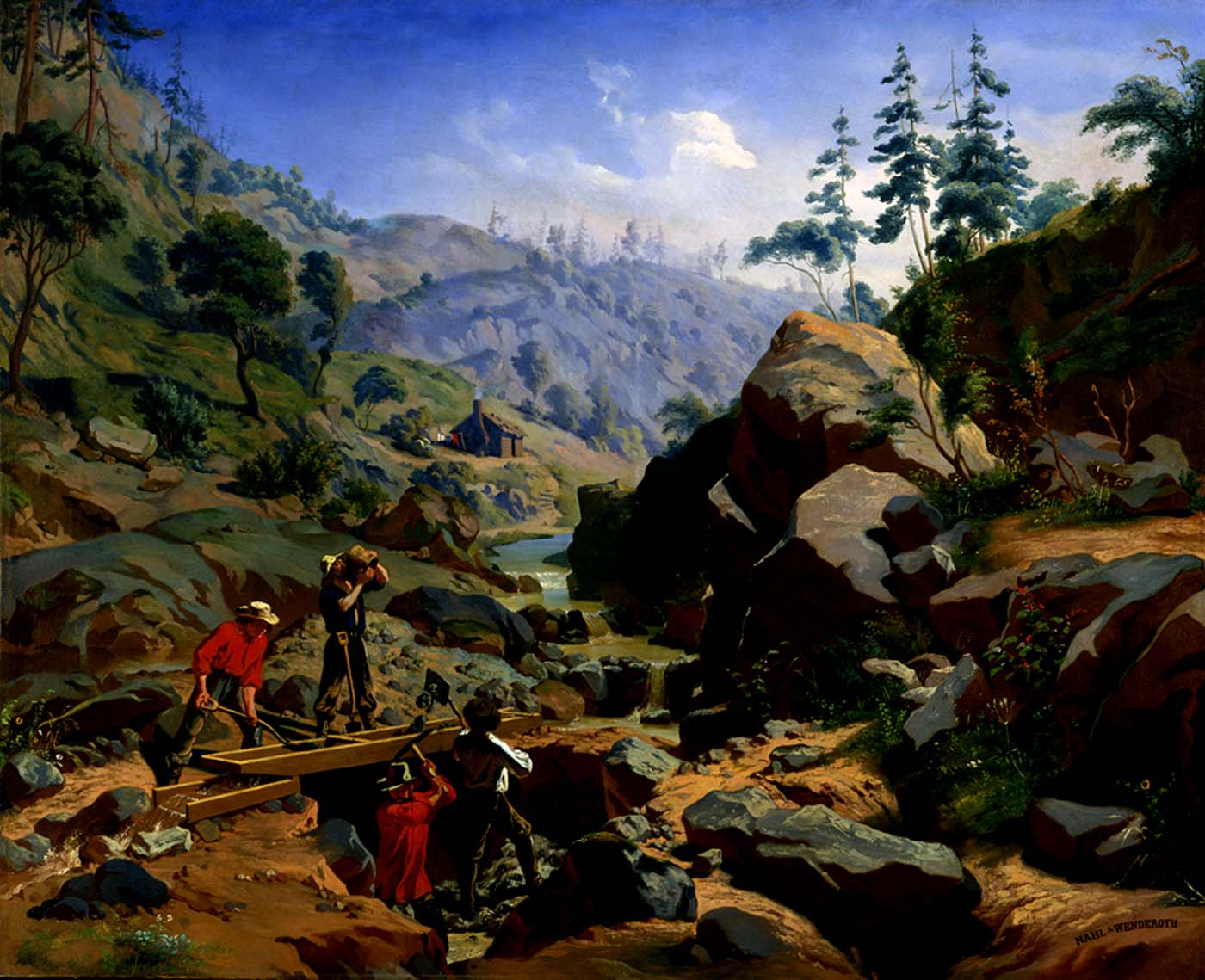
Miners in the Sierras, Charles Christian Nahl und August Wenderoth aus den Jahren 1850/51

Friedrich August Wenderoth, anglisiert Frederick August Wenderoth (* 1819 in Kassel; † 1884 in Philadelphia, Pennsylvania, USA), war ein deutschstämmiger Fotograf, Maler, Lithograf, Graveur, der mit Charles Christian Nahl und dessen jüngerem Halbbruder Hugo Wilhelm Arthur Nahl über Paris nach Amerika auswanderte und dort in den Kunstbereichen Porträt-, Tier-, Landschafts- und Genremalerei bekannt wurde.

## Leben
August Wenderoths erster Kunstlehrer war sein Vater, der Maler Carl Wenderoth. August studierte dann an der Kunstakademie Kassel und lernte dort Carl Christian Nahl kennen, mit dem er zeitlebens in Freundschaft verbunden blieb. Bereits mit 18 Jahren gab er den Hofdamen (zu deren erweitertem Kreis die Mutter Wenderoths zählte) am Hof des Landgrafen von Hessen-Kassel Kunstunterricht.
1845 verließ er Deutschland wegen der Revolutionsunruhen und ließ sich in Paris nieder. 1846 bereiste er Algerien, vermutlich zusammen mit dem bekannten französischen Maler Horace Vernet. Zurück in Paris traf er auf Nahl, der mit seiner Familie ebenfalls von Kassel nach Paris übergesiedelt war. Trotz der unsicheren politischen Lage besuchten die jungen Künstler die vielen Kunstmuseen und insbesondere den Louvre und studierten die Werke der großen Meister. Die auch in der neuen Heimat aufkommenden politischen Kämpfe veranlassten Wenderoth im Mai/Juni 1849 gemeinsam mit den Nahls Paris zu verlassen und in die Vereinigten Staaten zu emigrieren. Sie blieben anfangs in Brooklyn, New York, wo Wenderoth bei dem Künstler Louis Nagel wohnte. Nach erfolgreichen Ausstellungen bei der American Art-Union konnte er 1849 und 1850 mehrere Gemälde verkaufen und damit weitere Reisen finanzieren.

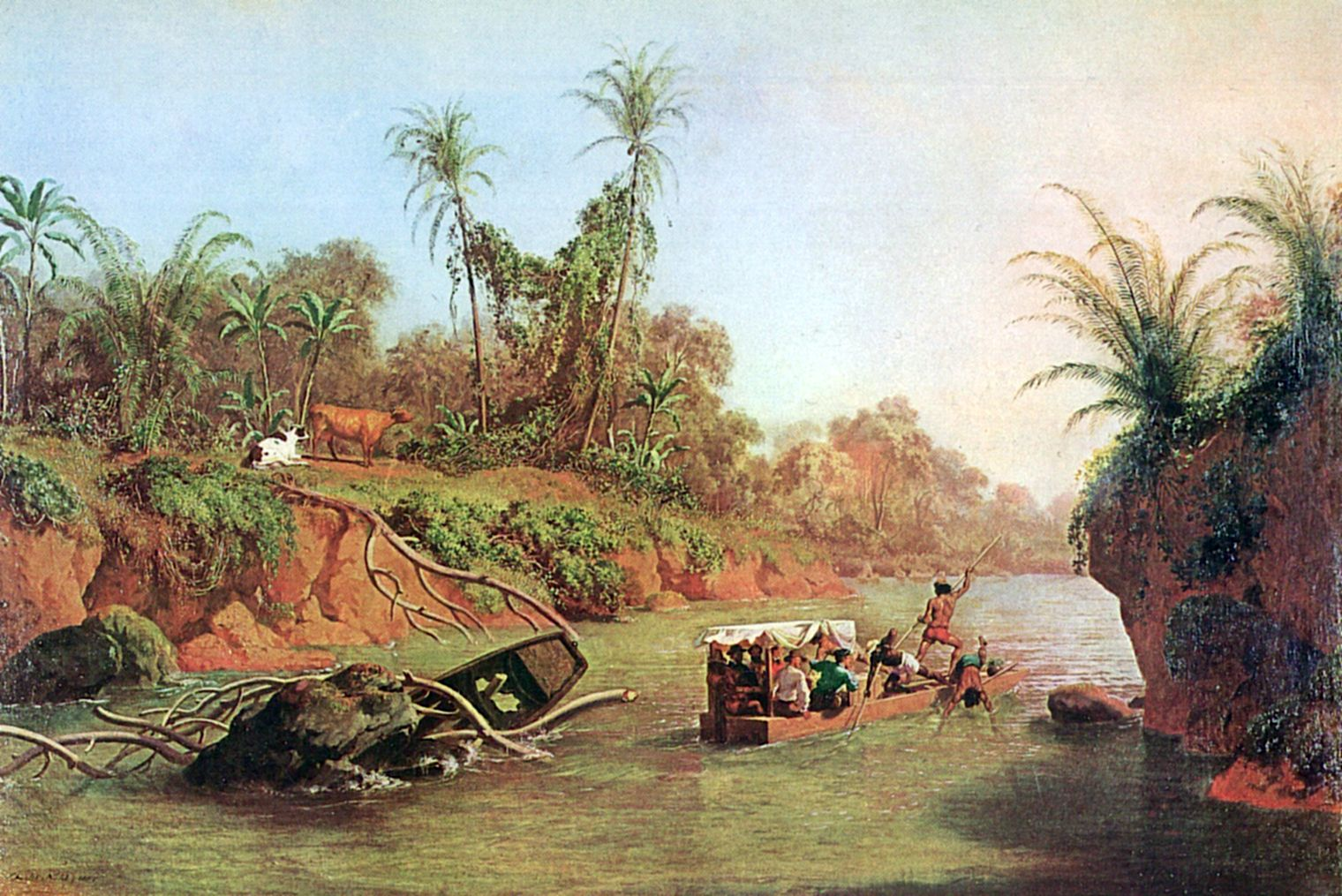
Der Isthmus von Panama auf der Höhe des Chagres River, vom Gefährten Charles Christian Nahl 1850 auf der abenteuerlichen Reise nach Kalifornien gemalt

1851 wurden Wenderoth und die Nahls vom kalifornischen Goldfieber angesteckt. Sie reisten im März per Schiff über Havanna (Kuba) nach Chagres (Panama), überquerten den fieberverseuchten Isthmus von Panama zu Fuß und per Boot über den Rio Chagres und erreichten schließlich in einer weiteren Schiffsreise im Mai des Jahres San Francisco. Sie wandten sich direkt den Goldfeldern am Yuba River zu, kauften von einem Deutschen einen Claim ab und versuchten ihr Glück. Dieses stellte sich zwar nicht in dem erwarteten Umfang ein, brachte aber die Gruppe mit dem Milieu des Goldrauschs in engsten Kontakt, was für den späteren erfolgreichen künstlerischen Weg bedeutsam werden sollte. So begann Wenderoth bald, die Bergleute zu zeichnen und sie in Daguerretechnik aufzunehmen.

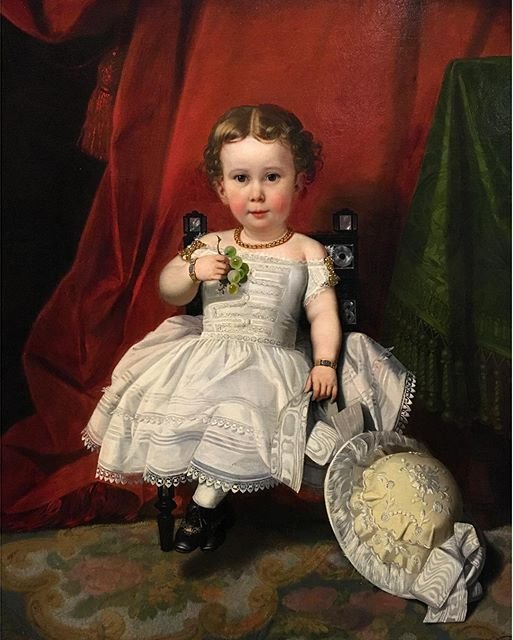
Little Miss San Francisco, Charles Christian Nahl und August Wenderoth 1853

Gegen Jahresende zog er mit Nahl nach Sacramento, um dort ein gemeinsames Atelier zu eröffnen. Sie produzierten Gemälde, Holzschnitte und Lithografien von Bergbauszenen und Porträts.
Als 1852 das große Feuer Sacramento zerstörte, verlegten die Nahls ihre Firma nach San Francisco.
Wenderoth unternahm 1852–1853 eine Reise in die Südsee und nach Australien. 1856 heiratete er Laura Nahl, die Halbschwester seines Freundes und Gefährten Charles Christian Nahl und zog mit ihr nach Philadelphia (Pennsylvania). Seine junge Frau starb jedoch bereits im Jahr darauf mit ihrem ersten Kind bei dessen Geburt.
Von Wenderoth ist in dieser Zeit eine nicht genau datierte Tätigkeit in St. Louis bekannt; 1857 war er in Charleston, South Carolina und hielt sich ab 1858 in Philadelphia auf. Trotz der Schicksalsschläge etablierte er sich als erfolgreicher Daguerreotypist, Maler und Illustrator für die Zeitung Harper’s Weekly. Er starb 1884 in Philadelphia an Tuberkulose.

## Werke
Das großformatige Ölgemälde „Miners in the Sierras“ aus dem Jahre 1851 stellt vielleicht das schönste Beispiel der gemeinsame Arbeit mit Charles Christian Nahl dar. Zwei Lithografien von Nahl und Wenderoth aus dem Goldsuchermilieu waren „A Miner prospecting“ und „Miner’s cabin. Result of the Day“, beide aus 1852.